# Nieto (apellido)
Nieto, es un apellido español con linajes cristianos y judeo-sefarditas. Pasó a América y Filipinas.

## Historia
Apellido español, muy frecuente y muy repartido por toda España, que procede de denominaciones que servían para designar a un individuo en referencia a un pariente de mayor notoriedad: Manuel nieto de Pedro.

## Etimología
Con carácter general, los judíos, que llegaron a la península ibérica antes que los romanos, formaron sus apellidos de la misma forma que el resto de los ciudadanos de la antigua Hispania. Lo que si conservaban eran nombres hebreos, que los conversos, que abrazaron el cristianismo para no ser expulsados, hubieron de cambiar por nombres cristianos al ser bautizados, por lo que para ambos linajes la etimología procede del mismo sustantivo castellano de igual nombre, que deriva del latín neptis, con el primer significado de nieto de nieto, y como segundo significado de sobrino derivado del mismo sustantivo latino.

## Escudos
Cada escudo representa a una rama familiar del apellido cuyos datos de origen suelen constar en la descripción del mismo, por lo que solo los herederos de esa rama familiar pueden disfrutar de dicho blasón.
| Blason à dessiner | El escudo Nieto está blasonado así: Escudo partido: 1º, de gules, y 2º de azur. Brochante sobre el todo un león rampante, de oro, y puestos en orla, cuatro flores de lis, de plata, alternando con cuatro hojas de higuera del mismo metal. El primitivo y Condado de Alastaya. Pasó a Perú. |

| Blason à dessiner | El escudo Nieto está blasonado así: En campo de gules, un león rampante, de oro. Bordura de azur con cuatro hojas de higuera de plata, alternando con cuatro flores de lis del mismo metal. León (España). |

| Blason à dessiner | El escudo Nieto está blasonado así: Escudo partido: 1º, de gules, y 2º de azur. Brochante sobre el todo un león rampante, de oro, y puestos en orla, cuatro flores de lis, de plata, alternando con cuatro hojas de higuera de su color natural. León (España), variante del primitivo. |